# Esfenosucs
Els esfenosucs (Sphenosuchia) són un clade basal de rèptils cocodrilomorfs que visqueren des de finals del període Triàsic, en el Carnià, fa aproximadament entre 228 milions d'anys, i a finals el Juràssic, en el Kimeridgià, fa aproximadament 150 milions d'anys.

## Definició
El tàxon aquesta ancorada a un dels seus membres derivats, Terrestrisuchus gracilis, i inclou en el seu nom, no obstant això més basal, Sphenosuchus acutus. D'aquesta manera, l'ús del tàxon Sphenosuchia, ha estat inclòs en la seva classificació, per contenir l'essència del nom. La definició proposada per Paul Serè en 2005 ho nomena com el clade més inclusiu que conté a Terrestrisuchus gracilis (Crush, 1984) de però no a Crocodylus niloticus i que inclou el Sphenosuchus acutus (Haughton, 1915).

## Característiques
Encara que la monofilia del grup es discuteix, diverses sinapomorfías caracteritzen el clade, incloent membres extremadament prims, un carp compacte i un procés coracoideu allargat. Es caracteritzen pel que sembla per l'absència de caràcters derivats, una neumatització limitada, el procés posterior del prefrontal es torna sobre la superfície orbital del frontal on s'insereix en un solc, més que mantenint la seva posició superficial respecte al sostre dorsal del crani, una vora en marge lateral de la fossa supratemporal, escamós arquejat, amb la superfície articular pel postorbital i amb el procés posterior bifurcat, un procés paroccipital que munta a cavall; el quadrat no entra en contacte amb la paret lateral la caixa craniana i poc o gens de paladar secundari.